# Bertil Malmberg (Phonetiker)
Bertil Malmberg (* 22. April 1913 in Helsingborg; † 8. Oktober 1994) war ein schwedischer Phonetiker, Romanist und Allgemeiner Sprachwissenschaftler.

## Leben

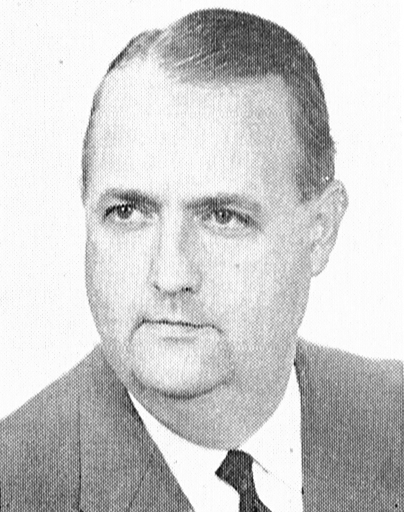
Bertil Malmberg (Phonetiker)

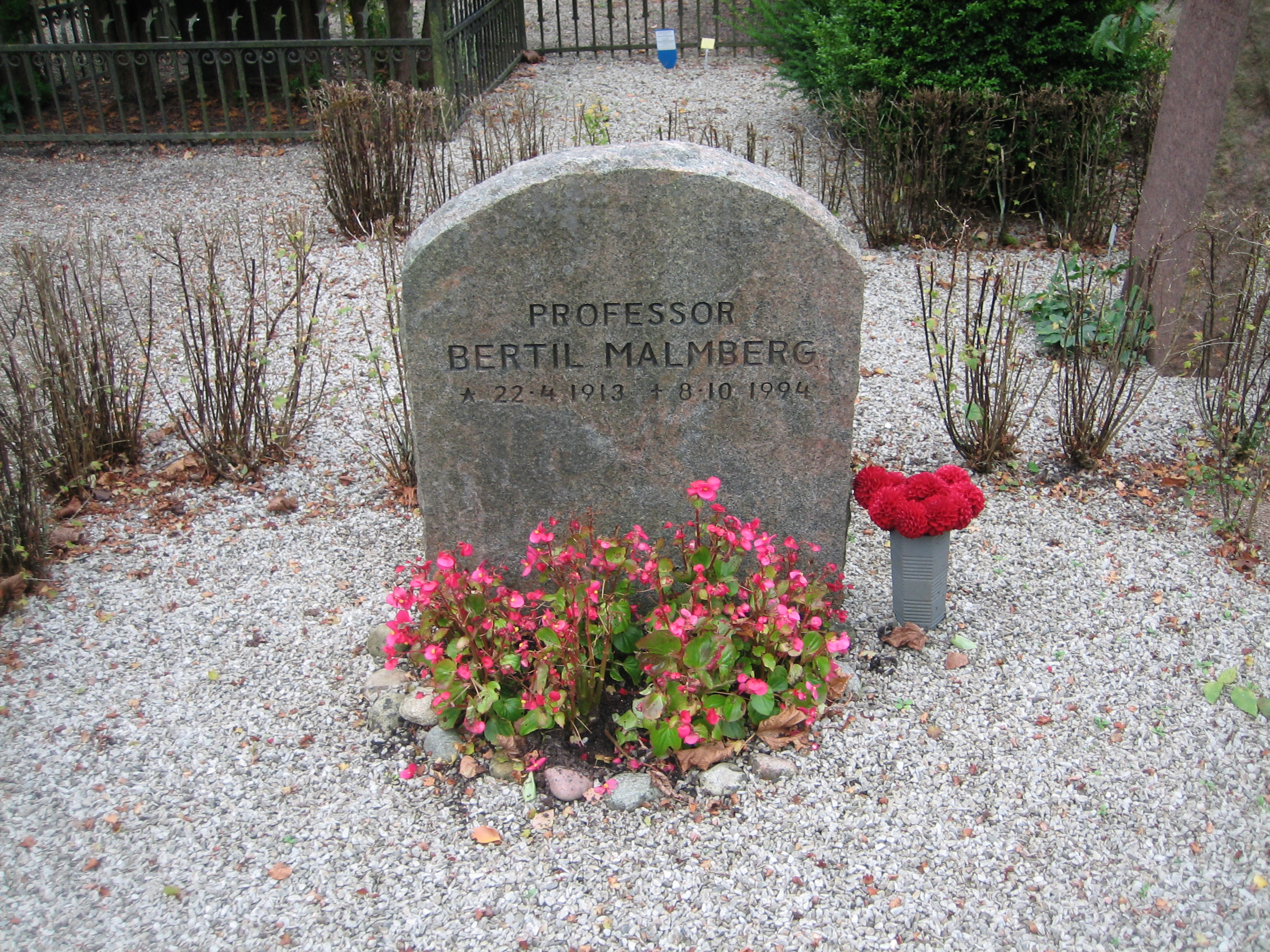
Malmbergs Grab in Lund

Malmberg studierte in Lund, Grenoble und Paris. Er promovierte 1940 in Lund mit der Herausgabe von Le roman du comte de Poitiers. Poème français du XIIIe siècle (Lund 1940). Von 1950 bis 1969 besetzte er an der Universität Lund den neu geschaffenen Lehrstuhl für Phonetik, ab 1969 ebenda den Lehrstuhl für Allgemeine Sprachwissenschaft. 1947 begründete er mit Stig Wikander die Zeitschrift Studia Linguistica. Er war Mitherausgeber der Zeitschrift International Review for Applied Linguistics (IRAL).
Malmberg war Ehrendoktor der Sorbonne und Mitglied der Ehrenlegion.
Bertil Malmberg war der Vater des Kabarettisten Adde Malmberg (* 1955).

## Werke
- Le système consonantique du français moderne. Etudes de phonétique et de phonologie. Lund 1943.
- Die Quantität als phonetisch-phonologischer Begriff. Eine allgemeinsprachliche Studie. Lund/Leipzig 1944.
- Système et méthode. Trois études de linguistique générale. Lund 1945.
- Notes de grammaire historique française. Lund 1945.
- Till frågan om språkets systemkaraktär. Lund 1947.
- L’espagnol dans le nouveau monde. Problème de linguistique générale. Lund 1948.
- Páginas argentinas. En samling prosatexter med kommentar (Hrsg.), Stockholm 1949.
- Kort lärobok i fonetik. Till den högre undervisningens tjänst. Lund 1949, 1983.
- Études sur la phonétique de l’espagnol parlé en Argentine. Lund 1950.
- Svensk fonetik. I jämförande framställning. Lund 1951.
- Engelsk ljudlära. Stockholm 1952, 1955.
- Franska på ett år (mit Olov Vidaeus), Stockholm 1953.
- Sydsvensk ordaccent. En experimentalfonetisk undersökning. Lund 1953.
- La phonétique. Paris 1954, 17. Auflage 1994 (Que sais-je ? 637); portugiesisch: Lissabon 1954; japanisch 1959; englisch: New York 1963; spanisch: Buenos Aires 1964
- Fransk nybörjarbok (mit Olov Vidaeus), Stockholm 1957.
- Nya vägar inom språkforskningen. En orientering i modern lingvistik. Stockholm 1959; englisch: New trends in linguistics. An orientation. Stockholm 1964; französisch: Les Nouvelles tendances de la linguistique. Paris 1966, 1972; italienisch: La linguistica contemporanea. Bologna 1972; spanisch: México 1975.
- Tysk ljudlära (mit Gustav Korlén), Lund 1959.
- Tysk fonetik (mit Gustav Korlén), Lund 1960.
- Structural linguistics and human communication. An introduction into the mechanism of language and the methodology of linguistics. Berlin 1963; spanisch: Madrid 1969; italienisch: Turin 1975.
- Spansk fonetik. Lund 1963, 1983.
- Språket och människan. Tankar om språk och språkforskning. Stockholm 1964; dänisch: Kopenhagen 1965; spanisch: Madrid 1974; portugiesisch: A língua e o homem. Rio de Janeiro 1976.
- Estudios de fonética hispánica. Madrid 1965.
- Det spanska Amerika i språkets spegel. Iakttagelser av språk- och kulturmönster. Stockholm 1966.
- Nyare fonetiska rön och andra uppsatser i allmän och svensk fonetik. Lund 1966.
- Uttalsundervisning. Teori och metodik. Stockholm 1967.
- Introduktion till fonetiken som vetenskap. Stockholm 1969 (238 S.); französisch: Les domaines de la phonétique. Paris 1971 (300 S.); deutsch: Einführung in die Phonetik als Wissenschaft. München 1976.
- Språkinlärning. En orientering och ett debattinlägg. Stockholm 1971.
- Phonétique générale et romane. Etudes en allemand, anglais, espagnol et français. Paris/Den Haag 1971.
- I språkets tecken. Lund 1972.
- Readings in modern linguistics. An anthology (Hrsg.), Den Haag 1972.
- Teckenlära. En introduktion till tecknens och symbolernas problematik. Stockholm 1973.
- Linguistique générale et romane. Etudes en allemand, anglais, espagnol et français. Den Haag/Paris 1973.
- Manuel de phonétique générale. Introduction à l’analyse scientifique de l’expression du langage. Paris 1974 (272 S.); italienisch: Manuale di fonetica generale. Bologna 1977, 1984.
- Introduction to phonetics (mit Leonard Francis Brosnahan), Cambridge 1976.
- Språken i tid och rum. Stockholm 1977.
- Signes et symboles. Les bases du langage humain. Paris 1977.
- Pierre Delattre, Studies in comparative phonetics. English, German, Spanish and French. (Hrsg.), Heidelberg 1981.
- Le Langage, signe de l’humain. Paris 1979; spanisch: Introducción a la lingüística. Barcelona 1982, 1988.
- Analyse du langage au XXe. Théories et méthodes. Paris 1983; spanisch: Análisis del lenguaje en el siglo XX. Teorías y métodos. Madrid 1986; italienisch: L’analisi del linguaggio nel XX secolo. Teorie e metodi. Bologna 1986.
- Histoire de la linguistique. De Sumer à Saussure. Paris 1991.